# Horst Matthai Quelle
Horst Matthai Quelle (Hannover, 30 gennaio 1912 – Tijuana, 27 dicembre 1999) è stato un filosofo tedesco sostenitore radicale di posizioni antistataliste che attribuiscono importanza all'ateismo e all'egoismo.
Aderì a numerosi movimenti: nichilismo, esistenzialismo, anarchismo e soprattutto anarchismo individualista. 

## Opere
- El hombre y sus fronteras. Una visión filosófica (Spagnolo, "Der Mann und seine Grenzen. Eine philosophische Vision", 1991)
- Organizacion interempresarial y empleo (Spagnolo, 1995)
- Pensar y ser I. Ensayo de una fenomenología metafísica (Spagnolo, "Denken und Sein I. Essay eines metaphysischen Phänomenologie", 1996)
- Pensar y ser II. La Escuela de Mileto (Spagnolo, "Denken und Sein II. Die Schule von Milet", 1995)
- Pensar y ser III. Heráclito, el obscuro (Spagnolo, "Denken und Sein III. Heraklit, der Dunkle", 1997)
- Pensar y ser IV. La teoría parmenídea del pensar (Spagnolo, "Denken und Sein IV. Die parmenidean-Theorie vom Denken", 1990)
- El humanismo como problema humano (Spagnolo, "Der Humanismus als menschliches Problem", 2000)
- Textos filosóficos (1989-1999), (Spagnolo, "Philosophische Texte (1989-1999)", 2003)
- Todos los pensamientos son verdaderos, (Spagnolo, "Alle Gedanken sind wahr", 2007)
- "Amerasia (una reflexión filosófica)", (1995)
- "El papel crucial de las instituciones humanísticas fronterizas de México para la defensa de la cultura latinoamericana", (199?)
- "¿Son Compatibles el Concepto de Paideia y la Idea de lo Absoluto?", (199?)
- "The Pseudo-concepts Phenomenon and ΛOΓOΣ in the Phenomenological Philosophies: A Viable Alternative", (199?)
- "Life as Eontopoiesis and Self-Individualization", (199?)
- "Crisis económica: microeconomía versus macroeconomía", (1995)
- "Industria y escuela: un problema de vinculación", (1992)
- "Las Discrepancias en las calificaciones de las diferentes materias del currículo correspondiente al año 1ª. de la preparatoria Benemerito de las Americas", Brigham Young University, (1978)

| Controllo di autorità | VIAF (EN) 78142182 · ISNI (EN) 0000 0000 3700 8699 · Europeana agent/base/146402 · LCCN (EN) n2002094936 |